# Pterygostegia kuroiwadensis
Pterygostegia kuroiwadensis är en mångfotingart som beskrevs av Miyosi 1958. Pterygostegia kuroiwadensis ingår i släktet Pterygostegia och familjen Diplomaragnidae. Inga underarter finns listade i Catalogue of Life.